# Afrodita Pandemos

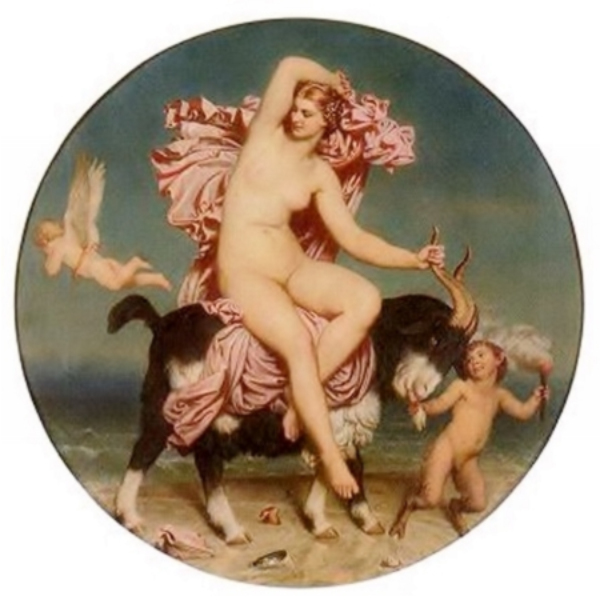
Venus Pandemos (Charles Gleyre, 1854)

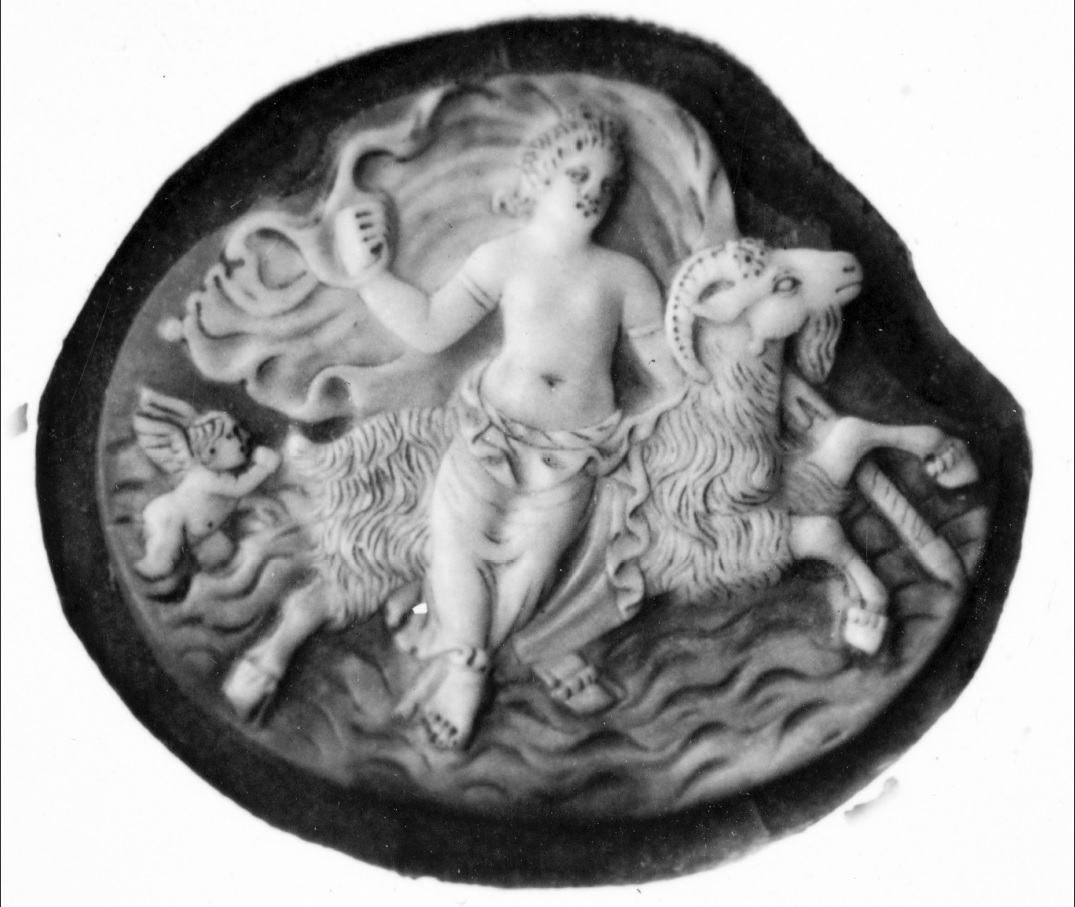
Camafeo romano datable entre el y el d. C., Museo Arqueológico Nacional de Nápoles.

Afrodita Pandemos (en griego antiguo: Πάνδημος; "común a todo el pueblo") es un epíteto de la diosa griega Afrodita. Pandemos también es un sobrenombre de Eros. Aplicado a Afrodita, mantiene un doble sentido:
En primer lugar la caracteriza como diosa de los bajos placeres sensuales (en latín Venus vulgivaga o popularis), que Platón y Lucrecio oponen a la Afrodita Urania (la "Afrodita celestial"). Ese aspecto se destacó en una imagen que realizó el escultor Escopas en Elis (ca. 350 a. C.) La representó montando un carnero. Afrodita montando una cabra también es conocida como Afrodita Epitragia ("de una cabra hembra"). Según Plutarco, adquirió el epíteto de un episodio de la vida de Teseo, quien, por recomendación de Apolo, sacrificó una cabra a Afrodita antes de partir a Creta, confiando en que el sacrificio le propiciara el apoyo de la diosa. Mientras se realizaba el sacrificio, el animal se transformó de cabra hembra en macho cabrío.
El segundo sentido es el que caracteriza a la diosa como la que une a todos los habitantes en un único cuerpo político o social. Ese aspecto es al que se rendía culto en Atenas, junto con Peitho (persuasión). Según Pausanias, su culto habría sido instituido por Teseo cuando unió a las dispersas partes que la constituían en un gran grupo de ciudadanos. Según Harpocración y Suidas, fue Solón el que erigió el santuario de Afrodita Pandemos, bien porque su imagen permaneció en el ágora de Atenas, o bien porque las heteras tuvieron que pagar el coste de su erección.
El culto de Afrodita Pandemos también se llevaba a cabo en Megalópolis (Arcadia) y Tebas. Un festival en su honor se menciona por Ateneo. Los sacrificios que se ofrecían en su honor consistían en cabras blancas.